# 제단자리 감마

제단자리 감마(- Gamma)는 제단자리에 있는 쌍성이다. 지구로부터 약 1140광년 떨어져 있다.
주성 제단자리 감마 A는 분광형 B의 초거성이며 겉보기 등급은 +3.5이다. 반성 제단자리 감마 B는 분광형 A의 주계열성으로 겉보기 등급은 10.5이다. 이 둘은 천구상에서 17.9초각 떨어져 있으며 합쳐서 +3.31의 밝기를 보인다.